# Une lueur dans la nuit
Pour plus de détails, voir Fiche technique et Distribution.
Une lueur dans la nuit (Shining Through) est un film d'espionnage américain de David Seltzer sorti en 1992.

## Synopsis
En 1940, l'Europe est en guerre. En Amérique, Linda Voss devient la secrétaire d'Edward Leland, responsable d'un service d'espionnage. Ils tombent très vite amoureux l'un de l'autre. Malgré les réticences d'Edward, Linda insiste pour être envoyée en Allemagne, qui devra se faire passer pour une cuisinière auprès de la famille d'un haut fonctionnaire nazi. Mais Linda a également en tête de retrouver à Berlin ses cousines juives dont elle est sans nouvelles.

## Fiche technique
- Titre français : Une lueur dans la nuit
- Titre original : Shining Through
- Réalisateur : David Seltzer
- Scénario : David Seltzer d'après le roman de Susan Isaacs
- Producteur : David Seltzer, Carol Baum, Howard Rosenman (en)
- Sociétés de production : Twentieth Century Fox Film Corporation, Sandollar Productions,  Peter V. Miller Investment Corp.
- Format : Couleur - 2,35:1 - 35 mm  - Son Dolby SR
- Genre : Drame, romance, thriller et guerre
- Durée : 132 minutes
- Dates de sortie :
  - États-Unis : 31 janvier 1992
  - France : 18 mars 1992

## Distribution
- Michael Douglas (VF : Patrick Floersheim) : Edward Leland
- Melanie Griffith (VF : Dorothée Jemma) : Linda Voss
- Liam Neeson (VF : Georges Claisse) : Franz-Otto Dietrich
- Joely Richardson : Margret Von Eberstein
- Mathieu Carrière : Von Haefler
- John Gielgud : Konrad Friedrichs/Sunflower
- Ludwig Haas : Hitler
- Wolf Kahler : le commandant allemand au poste-frontière